# Литвинкович, Евгений Михайлович
Евге́ний Миха́йлович Литвинко́вич (род. 4 ноября 1982, Жодино, Минская область) — белорусский автор и исполнитель. Также популярен на Украине. Суперфиналист шоу «Украина має талант 4» в 2012 году и суперфиналист шоу «Х-фактор 3» в начале 2013 года.

## Биография

### Детство и юношество
Евгений Литвинкович родился 4 ноября 1982 года в белорусском городе Жодино в семье мастера обуви Михаила Евгеньевича Литвинковича и фотографа Надежды Михайловны Литвинкович. После ранней смерти отца помощь в воспитании Жени оказывала старшая сестра Елена.
С 7 лет учился в школе № 5 с музыкально-хореографическим уклоном.
В 10 лет поступил в художественную школу, которую окончил с отличием.
Параллельно занимался боевыми искусствами (дзюдо и самбо) и стал Кандидатом в Мастера спорта по самбо. Участвовал в КВН.
После 9 класса школы поступает в художественно-реставрационное училище, но не заканчивает его, начав предпринимательскую деятельность. Первым опытом в бизнесе стала палатка по продаже очков и перчаток на местном рынке. Заработав некоторое количество денег, Евгений сначала открывает дискотеку «Клетка» под открытым небом, затем занимается ночным клубом «Экстра», рестораном «Рай», открывает небольшое кафе «У Жеки».

### Начало музыкальной карьеры
Занимаясь на рынке продажей очков и перчаток, Евгений параллельно устраивается на полставки на работу звукооператором в местный ДК «Ровесник», в котором обеспечивает музыкальное сопровождение репетиций в образцовой студии эстрадной песни «Серебряная трель» под руководством педагога Нелли Амбарцумян. Обратив внимание на способности Евгения к пению, ему предлагают начать заниматься этим более серьёзно.
В 2007 году Евгений участвует в городском фестивале «Жодзінская вясна», где он получает свой первый Гран-при как победитель в категории исполнителей от 16 до 25 лет, а также цветной телевизор «Горизонт» в качестве приза.
В 2009 году становится финалистом конкурса «Новые голоса Беларуси» в рамках отбора солистов-вокалистов в Президентский оркестр и участвует в «Музыкальных вечерах в Мирском замке» с песней «Дружба» в дуэте с известной белорусской исполнительницей, участницей «Евровидения — 2013» Алёной Ланской.
В июле 2009 года Евгений становится обладателем Гран-при Х Межрегионального конкурса молодых исполнителей эстрадной песни в городке Велиж Смоленской области России.
В 2009 — 2010 годах принимает участие в проекте канала ОНТ «Музыкальный суд».
В сентябре 2011 Евгений становится победителем Международного фестиваля «Молодежь России и Беларуси в XXI веке вместе» в Мытищах в номинации «За лучшее актерское мастерство» вместе с ещё одной воспитанницей Жодинской образцовой студии эстрадной песни ГДК «Серебряная трель» Валентиной Павловой.
24 сентября 2011 года в ходе праздничного концерта, посвящённого дню города Жодино, Евгений Литвинкович был удостоен высшей награды городского исполнительного комитета, награждён Почётной грамотой за успехи в сфере культуры, которую ему вручили председатель горисполкома Жодино Михаил Омельянчук и генеральный директор ОАО «БелАЗ» Петр Пархомчик.
В начале 2012 года Евгений проходит отборочный тур на шоу «Академия Талантов» (белорусское вокальное телевизионное шоу телеканала ОНТ, адаптация оригинального формата The Voice of Holland) на канале ОНТ, но покидает конкурс после первого прямого эфира.
На протяжении 4х лет Евгений участвует в отборочных турах на конкурс «Новая Волна» в 2010, 2011(финалист), 2012 годах. В 2013 он принял участие в отборочном туре от Украины.
В 2012 году выступает на Славянском Базаре.

### Успех на Украине
«Україна має талант»  
Пройдя предкастинг шоу «Україна має талант 4» в Минске, Евгений был приглашён принять участие в этом конкурсе на Харьковском отборе в 2012 году. Конкурсной песней стала «Sweet People», ранее исполненная украинской певицей Алёша на «Евровидении-2010». Выступление имело огромный успех среди зрителей. Единодушным было и мнение судий, и Евгений попал в полуфинал шоу, где выступил в прямом эфире с песней Лолиты Милявской «Фетиш». По решению судей Евгений покидает шоу, но получает приглашение от Игоря Кондратюка (члена жюри) принять участие в другом, исключительно вокальном талант-шоу «Х-фактор». Тем не менее, когда организаторами шоу «Україна має талант» было решено выделить ещё одно место в финале, туда попал Евгений Литвинкович как лидер зрительского голосования. Конкурсной песней на этот раз была выбрана «Катастрофически», ранее исполнявшаяся Дианой Арбениной. По результатам финального голосования и решению судей Евгений занимает 3-тье место.
Песни, исполненные за период «Україна має Талант»:
| Название          | Авторы                                                        | Другие исполнители |
| ----------------- | ------------------------------------------------------------- | ------------------ |
| «Sweet People»    | Муз: Елена Кучер, Борис Кукоба, Вадим Лисица Сл.: Елена Кучер | Алёша              |
| « Фетиш»          | муз. и сл. Олег Борщевский                                    | Лолита Милявская   |
| «Катастрофически» | муз. и сл. Диана Арбенина                                     | «Ночные снайперы»  |

  «Х-фактор»  
Осенью 2012 года Евгений участвует в 3-третьем сезоне масштабного вокального украинского талант-шоу «Х-фактор». Исполнив русскую версию песни Harel Skaat «Milim» («Слова»), Евгений с лёгкостью проходит отборочные туры и выступает во всех 11-ти прямых эфирах шоу. Ни разу не попав в номинацию, Евгений становится супер-финалистом шоу и занимает 2-е место по результатам зрительского голосования, уступив победу одесситке Аиде Николайчук.
После окончания шоу Евгений вместе с другими участниками отправляется в гастрольный тур по 19 городам Украины (12 января — 3 февраля 2013 г.)
Песни, исполненные в талант-шоу «Х-фактор» :
| Название                                         | Авторы                                                        | Другие исполнители                                                                |
| ------------------------------------------------ | ------------------------------------------------------------- | --------------------------------------------------------------------------------- |
| «Слова» («Milim»)                                | Муз. — Tomer Adaddi Перевод — Владимир Младич                 | Harel Skaat                                                                       |
| «Небо Лондона»                                   | муз. и сл. — Земфира Рамазанова                               | Земфира                                                                           |
| «Я пою» (с Алексеем Смирновым и Юлией Плаксиной) | муз. и сл. — Александр Барыкин                                | Алла Пугачёва                                                                     |
| «Потусторонняя»                                  | муз. и сл. — Марина Леонова                                   | Сати Казанова                                                                     |
| «Мама»                                           | муз. и сл. — Олег Газманов                                    | Олег Газманов                                                                     |
| «Я то, что надо» (общая песня)                   | муз. и сл. — Валерий Сюткин                                   | «Браво»                                                                           |
| «Кукушка»                                        | муз. и сл. — Виктор Цой                                       | «Кино», Земфира                                                                   |
| «Седая ночь» (общая песня)                       | муз. и сл.- Сергей Кузнецов                                   | Юрий Шатунов                                                                      |
| «Песня Остапа Бендера»                           | Муз.- Геннадий Гладков Сл. — Юлий Ким                         | Андрей Миронов Из к.-ф. «12 стульев»                                              |
| «Ну-ка, все вместе!»                             | Муз. — Геннадий Гладков Сл. — Юрий Энтин                      | м.-ф. "По Следам бременских Музыкантов"                                           |
| «Да, я больше не хочу»                           | Муз.- Евгений Кобылянский Сл. — Елена Небылова                | Лолита Милявская                                                                  |
| «Fever» (общая песня)                            | Eddie Cooley John Davenport                                   | Little Willie John, Peggy Lee, Elvis Presley, Ella Fitzgerald, Ray Charles, и др. |
| «Холодно»                                        | муз. и сл.- Святослав Вакарчук                                | «Океан Ельзи»                                                                     |
| «Вставай, сонце»(общая песня)                    | муз. и сл.- Андрей Пидлужный                                  | «Нічлава»                                                                         |
| «Бесконечность»                                  | муз. и сл. -Земфира Рамазанова                                | Земфира                                                                           |
| «I want it all» (общая песня)                    | муз. и сл. — Brian May                                        | «Queen»                                                                           |
| «Немного жаль»                                   | муз. и сл. — Игорь Николаев                                   | Филипп Киркоров                                                                   |
| «Крошка моя» (общая песня)                       | муз. и сл.- Сергей Жуков                                      | «Руки вверх!»                                                                     |
| «Тёмная Ночь»                                    | Муз. -Никита Богословский Сл.- Владимир Агатов                | Марк Бернес, к.-ф. "Два бойца"                                                    |
| «Skyfall»                                        | Adele Adkins Paul Epworth                                     | Adele, к.-ф. "Skyfall"                                                            |
| «Bad Romance» (общая песня)                      | Lady Gaga                                                     | Lady Gaga                                                                         |
| «Voyage, Voyage»                                 | Dominique Albert Dubois and Jean-Michel Rivat                 | Desireless                                                                        |
| «Он был старше её»                               | муз. и сл.- Андрей Макаревич                                  | «Машина Времени»                                                                  |
| «Нажми на кнопку» (общая песня)                  | муз. и сл. — Роман Рябцев                                     | «Технология»                                                                      |
| «Felicità» (дуэт с Albano)                       | Cristiano Minellono, Gino De Stefani, Dario Farina            | Al Bano и Romina Power                                                            |
| «Там нет меня»                                   | Муз. И. Николаев Сл. П. Жагун-Линник                          | Владимир Пресняков, Севара Назархан                                               |
| «We wish you a merry Christmas» (общая песня)    | Рождественский гимн 16-го столетия                            | Текст ячейки                                                                      |
| «Sweet People»                                   | Муз: Елена Кучер, Борис Кукоба, Вадим Лисица Сл.: Елена Кучер | Алёша                                                                             |

### Сольная карьера
Знаки Зодиака  
После окончания шоу «Х-фактор» Евгений подписал 5-летний контракт с продюсерским центром канала СТБ и начал работу над первым альбомом.
7 марта 2013 года на концерте «Фактор Весны», посвящённом празднованию Международного Женского Дня, Евгений презентовал свою первую авторскую песню «Знаки Зодиака».
Евгений активно работает над новыми песнями, записью своего первого альбома «Знаки Зодиака», а также много выступает в разных городах Украины.
14 марта 2013 года открывается официальный сайт Евгения Литвинковича .
2 и 3 апреля 2013 года проходят съёмки клипа на песню «Знаки Зодиака». Режиссёром видео работы стал Максим Литвинов. Клип выходит в свет 23 мая.
6 апреля 2013 года проходит масштабная фан-встреча Евгения, на которой он объявляет о своём первом сольном концерте, запланированном на 31 мая. Во второй половине апреля начинается продажа билетов, которые распродаются всего за неделю. Евгений совместно с каналом СТБ принимают решение о проведении в тот же день дополнительного сольного концерта, билеты на который также были раскуплены за считанные дни. Оба сольных концерта проходят в зале Национальной музыкальной академии Украины имени П. И. Чайковского (Киевской консерватории) с полным аншлагом.
Во время концерта был также презентован первый диск исполнителя «Знаки Зодиака», в который, помимо одноимённой песни, вошли также ещё две авторские песни Евгения «Вот так-то лучше» и «К Тебе», песня «Мама» (муз. Л. Ширина, Ю. Ващука; сл. Н. Тамбовцева), а также 4 песни, исполненные на шоу «Х-фактор».
  К Тебе  
После ошеломительного успеха первых сольных концертов Евгения Литвинковича было объявлено о подготовке гастрольного тура по городам Украины. В августе 2013 года проходят съёмки клипа на песню «К Тебе», режиссёром которого становится известный клипмейкер Александр Филатович. Презентация клипа прошла на главной площади Киева на большом экране после организованного по инициативе продюсера и певца и поддержанного поклонниками Евгения оригинального флеш-моба.  Архивная копия от 14 апреля 2015 на Wayback Machine
Концертный тур «К Тебе» по 14 крупнейшим городам Украины прошёл в период с 6 по 21 ноября 2013 года.  Архивная копия от 14 апреля 2015 на Wayback Machine Одновременно с началом тура вышел и первый полноценный альбом Евгения, в который вошли 4 песни из альбома «Знаки Зодиака» («Мама», «К Тебе», «Вот так-то лучше», «Знаки зодиака»), а также новые песни, автором большинства из которых является сам Евгений. Одна из песен — «Аномалия» — была презентована 16 октября 2013 года в эфире украинского музыкального канала М1 . 
По результатам работы, проделанной за 2013 год, Евгений получает премию «Прорыв года» от передачи «Невероятная правда о звёздах» канала СТБ.
  Национальный отбор на конкурс «Евровидение 2014»  
21 декабря 2013 года Евгений принимает участие в Национальном Отборе на конкурс «Евровидение 2014» от Украины с песней «Стреляная птица». Попав в финал конкурса, Евгений занимает 8-е место из 20-ти участников по суммарным результатам голосования зрителей и жюри. 
  Здесь и Сейчас  
В начале 2014 года выходит песня «Миражи», посвящённая трагическим событиям, связанным с Евромайданом на Украине. Автором песни стала коллега Евгения по шоу «Х-фактор» — Мария Житникова. Начинается работа над новым альбомом. 
В мае 2014 года во время финала шоу «Україна має талант 6» была презентована заглавная песня альбома «Здесь и Сейчас», а также песня на украинском языке «Дійду до мети», написанная ещё одним участником шоу «Х-фактор» Аркадием Войтюком. 
В этом же году Евгений и канал СТБ досрочно разрывают контракт о сотрудничестве, после чего артист продолжает карьеру самостоятельно. 
Летом 2014 года Евгений записывает песню «Охотница» с украинской певицей Ренатой Штифель. 
Во второй половине 2014 года певец много гастролирует по Украине. 25 ноября выходит второй альбом «Здесь и сейчас» и проходит тур в его поддержку, который охватывает 12 городов Украины.   Новый альбом включает в себя как новые песни, написанные самим Евгением, а также другими авторами, так и несколько песен из первого альбома «К Тебе». 
  Notre Dame de Paris  
28 и 29 марта 2015 года во Дворце «Украина» в Киеве проходит премьера концерта-сенсации песен из мюзикла «Notre Dame de Paris». Евгению Литвинковичу достаётся роль Клопена, короля Двора Чудес. В ходе концерта Евгений исполняет следующие арии: «Les Sans-Papiers», «La Cour des Miracles», «Condamnés» — сольно, а также «Fatalité», «Où Est-Elle?», «Libérés», «L’Attaque De Notre-Dame» — совместно с другими солистами.   
  «Любви и мира»  
С 16 апреля по 27 мая 2015 года Евгений проезжает по 20-ти городам Украины с концертной программой «Любви и мира». Целью тура было объявлено поднятие позитивного настроя украинцев в непростой период войны в Донбассе. Одновременно с началом тура выходит 4-й диск Евгения Литвинковича под названием «Избранное», в который входит 19 лучших композиций из репертуара артиста.
После возвращения из тура, 29 мая, Евгений Литвинкович получил премию «Певец года — 2014» по результатам украинского конкурса общественных предпочтений «Фавориты Успеха».
На протяжении всего времени Женя принимает активное участие в различных благотворительных проектах, в том числе «Незламні», выступает в населённых пунктах, максимально близких к зоне АТО. А 7 апреля 2016 года он становится одним из приглашённых гостей во время приезда Ника Вуйчича в Киев. С песней «Слова» Евгений выступает на НСК «Олимпийский».
15 апреля в свет выходит клип на песню «Реальная мечта». Одну из главных ролей в клипе играет Елена Чинка, мастер спорта Украины, серебряный призёр Чемпионата мира по спортивным танцам на колясках, а также обладатель множества других премий
  «Аномалия»  
12 сентября 2016 года в столичном клубе Киева Caribbean Club Евгений Литвинкович презентует новую видео-работу на песню на украинском языке «Наша любов»(слова и музыка Марии Житниковой). Режиссёром клипа выступила Александра Тесленко. Клип содержит элементы акро-йоги в исполнении Регины Раинской и Михаила Товстоуса Сама же песня получила награду, как лучшая композиция месяца, от издания ShowbizUA.
В октябре 2016 года Евгений отправляется в свой очередной тур под названием «Аномалия». Первым городом тура становится Минск. 7 октября Евгений Литвинкович впервые выступает с сольным концертом в родной Беларуси. Следующими городами тура стали Днепр, Одесса, Запорожье и Харьков. В новой концертной программе Евгений решил несколько изменить свой обычный стиль на более поп-роковый. В тур впервые были включены такие песни как «Дороги» и «Маленькая девочка».

### Работа и признание в Белоруссии
В конце ноября- начале декабря 2013 года Евгения приглашают выступить в музыкальном марафоне в городе Барановичи. В рамках проекта он выступил на творческом вечере Леонида Ширина с песней «Мама», в концерте выпускников талант-шоу «Академия Талантов», а также получил премию «Песня года-2013».
7 октября 2016 года Евгений даёт свой первый сольный концерт в Беларуси в рамках тура «Аномалия»

## Дискография
| Название                                | Авторы                                               |
| --------------------------------------- | ---------------------------------------------------- |
| Диск: «Знаки Зодиака»                   |                                                      |
| «Знаки Зодиака»                         | муз и сл. Е. Литвинкович                             |
| «Мама»                                  | муз. Л. Ширин сл. Н. Тамбовцева                      |
| «К тебе»                                | муз. Е. Литвинкович сл. Е. Литвинкович, Н. Дорофеева |
| «Холодно»                               | муз. и сл. С. Вакарчук                               |
| «Вот так-то лучше»                      | муз. и сл. Е. Литвинкович                            |
| «Там нет меня»                          | муз. И. Николаев Сл. П. Жагун-Линник                 |
| «Фетиш»                                 | муз. и сл. О.Борщевский                              |
| «Слова»                                 | Музыка: Tomer Adaddi Перевод: Н. Дорофеева           |
| «Знаки Зодиака» radio edit              | муз и сл. Е. Литвинкович                             |
| Альбом: «К Тебе»                        |                                                      |
| «Аномалия»                              | муз и сл. Е. Литвинкович                             |
| «Когда»                                 | муз и сл. Е. Литвинкович                             |
| «Беги от меня»                          | муз и сл. Е. Литвинкович                             |
| «Слова»                                 | Музыка: Tomer Adaddi Перевод: Н. Дорофеева           |
| «Стреляная птица»                       | муз и сл. Е. Литвинкович                             |
| «Знаки Зодиака»                         | муз и сл. Е. Литвинкович                             |
| «Мама»                                  | Муз. Л. Ширин Сл. Н. Тамбовцева                      |
| «К тебе»                                | муз. Е. Литвинкович сл. Е. Литвинкович, Н. Дорофеева |
| «Вот так-то лучше»                      | муз. и сл. Е. Литвинкович                            |
| «Ты теперь моя»                         | муз. и сл. Е. Литвинкович                            |
| Альбом: «Здесь и Сейчас»                |                                                      |
| «Здесь и Сейчас»                        | муз. и сл. Е. Литвинкович                            |
| «Дійду до мети»                         | муз. и сл. А.Войтюк                                  |
| «К тебе»                                | муз. Е. Литвинкович Сл. Е. Литвинкович, Н. Дорофеева |
| «Аномалия»                              | муз и сл. Е. Литвинкович                             |
| «Реальная Мечта»                        | муз и сл. К. Гармаза                                 |
| «Стреляная птица»                       | муз и сл. Е. Литвинкович                             |
| «Неказистая»                            | муз и сл. С. Кременевский                            |
| «Мама»                                  | Муз. Л. Ширин, Ю.Ващук Сл. Н. Тамбовцева             |
| «Миражи»                                | муз и сл. М.Житникова                                |
| «Мимо меня»                             | муз и сл. Е. Литвинкович                             |
| «Не удаляйся»                           | муз и сл. Е. Литвинкович                             |
| «Охотница» (при участии Ренаты Штифель) | муз и сл. Е. Литвинкович                             |
| Диск: «Избранное»                       |                                                      |
| «Здесь и Сейчас»                        | муз. и сл. Е. Литвинкович                            |
| «Слова»                                 | Музыка: Tomer Adaddi Перевод: Н. Дорофеева           |
| «К тебе»                                | муз. Е. Литвинкович Сл. Е. Литвинкович, Н. Дорофеева |
| «Не удаляйся»                           | муз и сл. Е. Литвинкович                             |
| «Аномалия»                              | муз и сл. Е. Литвинкович                             |
| «Когда»                                 | муз и сл. Е. Литвинкович                             |
| «Ты теперь моя»                         | муз. и сл. Е. Литвинкович                            |
| «Мама»                                  | Муз. Л. Ширин, Ю.Ващук Сл. Н. Тамбовцева             |
| «Беги от меня»                          | муз и сл. Е. Литвинкович                             |
| «Стреляная птица»                       | муз и сл. Е. Литвинкович                             |
| «Охотница» (при участии Ренаты Штифель) | муз и сл. Е. Литвинкович                             |
| «Реальная Мечта»                        | муз и сл. К. Гармаза                                 |
| «Вот так-то лучше»                      | муз. и сл. Е. Литвинкович                            |
| «Мимо меня»                             | муз и сл. Е. Литвинкович                             |
| «Знаки Зодиака»                         | муз и сл. Е. Литвинкович                             |
| «Холодно»                               | муз. и сл. С. Вакарчук                               |
| «Неказистая»                            | муз и сл. С. Кременевский                            |
| «Миражи»                                | муз и сл. М.Житникова                                |
| «Voyage»                                | муз и сл. Dominique Albert Dubois/Jean-Michel Rivat  |

## Видеоклипы
| Название         | Режиссёр            |
| ---------------- | ------------------- |
| «Знаки Зодиака»  | Максим Литвинов     |
| «К Тебе»         | Александр Филатович |
| «Реальная мечта» | Сергей Сторожев     |
| «Наша любов»     | Александра Тесленко |